# 南位站
南位站是石家庄地铁2号线的地铁车站，位于中华人民共和国河北省石家庄市桥西区与裕华区交界平安南大街与仓盛路交叉口，于2020年8月26日开通。

## 车站结构
南位站位于平安南大街与仓盛路交叉口，沿平安南大街设置，呈南北走向，为地下两层岛式站台车站，车站长232米，标准段宽20.1米，车站地下一层为站厅层，地下二层为站台层，站台设置全高站台门。
| 地面              | 出入口 | A、B、C出入口                                                                                                 |
| 地下一层          | 站厅   | 客服中心、自动售票机、验票机                                                                                  |
| 地下二层          | 站台   | \| \| \| █ 2号线往柳辛庄（仓丰路留村） \| \| 島式 · 開左邊车门 \| \| \| \| \| \| █ 2号线往嘉华路（終點站） \| |
|                   |        | █ 2号线往柳辛庄（仓丰路留村）                                                                                 |
| 島式 · 開左邊车门 |        | |
|                   |        | █ 2号线往嘉华路（終點站）                                                                                     |

## 车站出口
南位站共有3个出入口，各出口及周围设施如下所示：
| 出口编号                             | 照片 | 地点                               | 可到达目的地               |
| ------------------------------------ | ---- | ---------------------------------- | -------------------------- |
| 出口 · A · 扶手电梯标志              |      | 平安南大街（西侧），仓盛路（北侧） | 万科翡翠公园，云贤园       |
| 出口 · B · 升降机标志 · 扶手电梯标志 |      | 平安南大街（东侧），仓盛路（南侧） | 石家庄市公安局监管指挥中心 |
| 出口 · D · 扶手电梯标志              |      | 平安南大街（东侧），仓盛路（南侧） | 石家庄二中润德学校         |
| 註： 設有 \| 設有扶手電梯            |      |                                    |                            |

## 接驳交通

### 公交车
- 南位：3路，7路，205路，315路，344路，1001路

## 历史
本站工程名与正式站名均为南位站，以车站所处的南位村命名。
- 2018年12月5日，车站主体结构封顶[5]。
- 2020年8月26日，本站随2号线通车开通[2]。
- 2021年1月9日，受新冠疫情影响，车站暂停运营[6]。2月19日，车站恢复运营[7]。
- 2022年8月28日，受新冠疫情影响，车站暂停运营[8]。9月6日，车站恢复运营[9]。